# Zincobotriògen
El zincobotriògen és un mineral de la classe dels sulfats. El nom es deriva del seu contingut de zinc i la seva similitud amb el botriògen.

## Característiques
El zincobotriògen és un sulfat de fórmula química ZnFe3+(SO₄)₂(OH)·7H₂O. Cristal·litza en el sistema monoclínic. La seva duresa a l'escala de Mohs és 2,5. És l'anàleg de zinc del botriògen, i l'homòleg poc hidratat de la chaidamuïta. Químicament és similar a la zincocopiapita i a la lishizhenita.
Segons la classificació de Nickel-Strunz, el zincobotriògen pertany a «07.DC: Sulfats (selenats, etc.) amb anions addicionals, amb H₂O, amb cations de mida mitjana només; cadenes d'octaedres que comparteixen costats» juntament amb els següents minerals: aluminita, metaaluminita, butlerita, parabutlerita, fibroferrita, xitieshanita, botriògen, chaidamuïta i guildita.
Va ser descrit originalment com un nou mineral per Kwang-Chih et al. l'any 1964, però va ser considerat com un mineral que necessitava noves investigacions. Finalment va ser aprovada com a espècie vàlida per l'Associació Mineralògica Internacional l'any 2016.

## Formació i jaciments
Es tracta d'un sulfat secundari molt rar de zinc i ferro (III), format a la zona d'oxidació. Va ser descoberta a la mina Xitieshan, a la localitat de Xitieshan, al comtat de Da Qaidam, a la prefectura Autònoma d'Haixi (Qinghai, Xina). També ha estat descrita a Cuya (Regió d'Arica i Parinacota, Xile), a la mina Sar Cheshmeh (Província de Kerman, Iran) i a diverses localitats dels estats nord-americans de Colorado i Arizona.